# Benjamin Dass

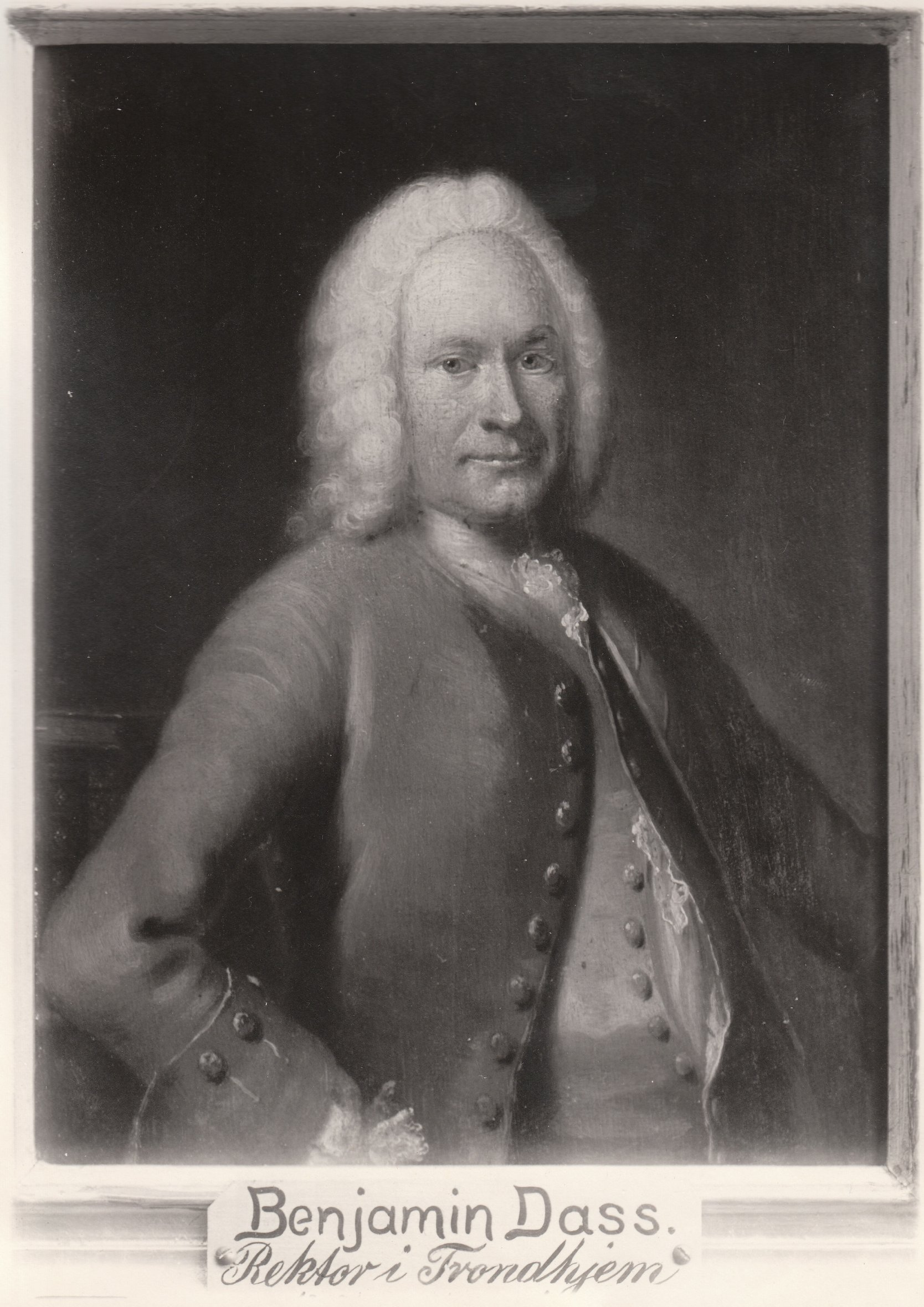
Benjamin Dass.

Benjamin Dass, född den 15 augusti 1706 på Skar i Herø på Helgeland, död den 5 maj 1775 i Köpenhamn, var en norsk skolman. Han var brorsons son till Petter Dass.
Dass blev student 1726, studerade klassisk filologi, teologi och filosofi och blev 1734 rektor vid Trondhjems katedralskola. Med stor iver tog den 29-årige mannen sig an denna skola, som hade varit vanskött, rensade den från en hel del omöjliga elever och förde den upp på en nivå, som knappast någon annan av samtidens skolor uppnådde. Dass var emellertid inte endast den stränga skolmannen, men för många av sina lärjungar tillika en faderlig vän, som med uppoffrande hjälpsamhet följde dem också senare. Den duglige mannens verksamhet hämmades emellertid i stor utsträckning genom arroganta ingrepp från hans överordnades sida, vilket fick till följd att han 1751 avstod från rektoratet till förmån för sin älsklingslärjunge, Gerhard Schöning.